# Phreatia bicostata
Phreatia bicostata är en orkidéart som beskrevs av Johannes Jacobus Smith. Phreatia bicostata ingår i släktet Phreatia och familjen orkidéer. Inga underarter finns listade i Catalogue of Life.